# Palazzo Honorati-Carotti
Il Palazzo Honorati-Carotti è un'antica dimora nobiliare della città di Jesi, nelle Marche. Sorge in via Posterma, non lontano da Piazza Federico II, e di fianco al Palazzo Balleani e al complesso di San Floriano. Costituisce uno dei più grandi complessi edilizi aristocratici della città e un bell'esempio di decorazione barocca.

## Storia e descrizione

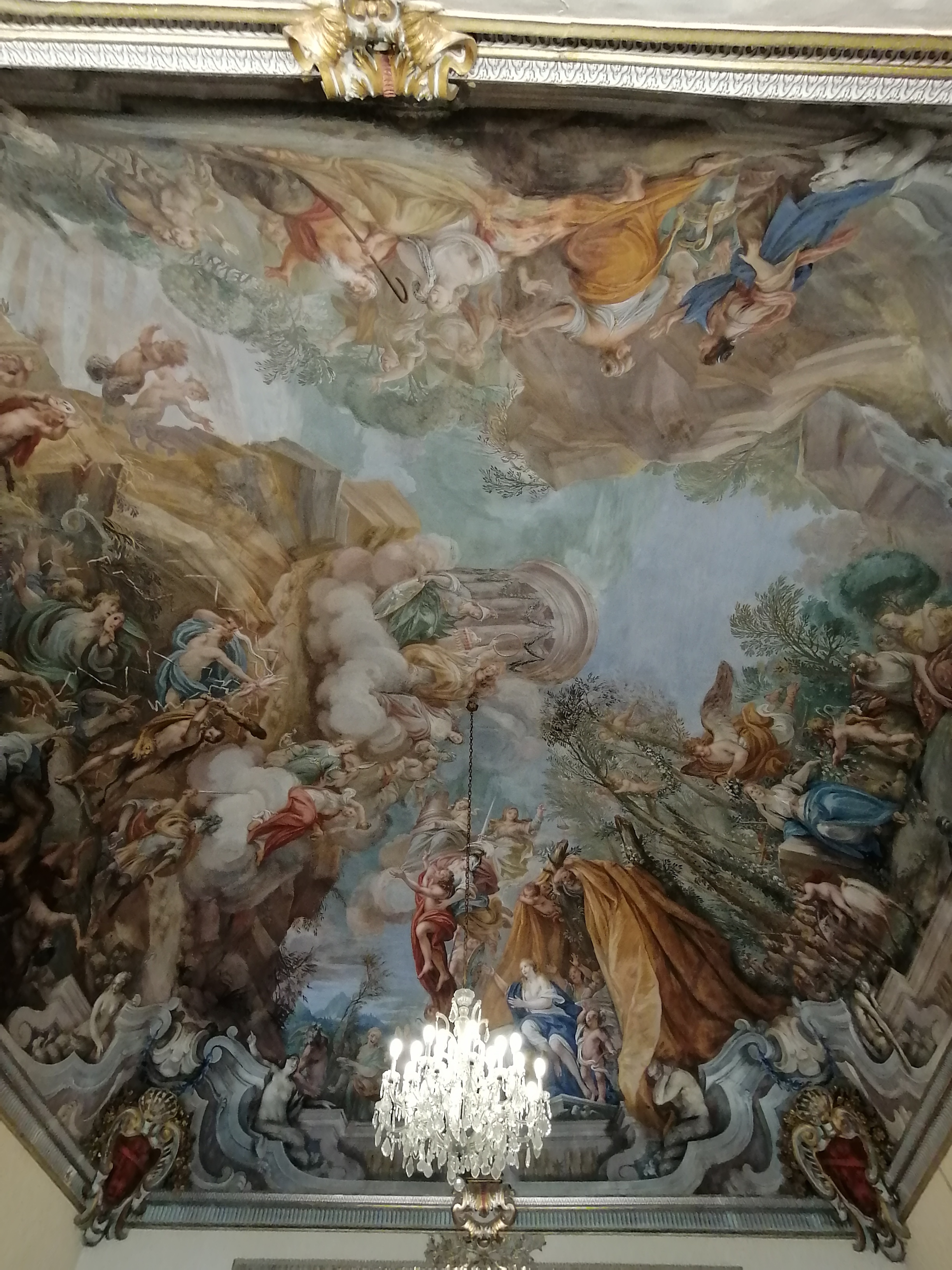
Il Salone delle Feste con l'affresco della Giovinezza contesa fra Vizi e Virtù, Piastrini, 1737.

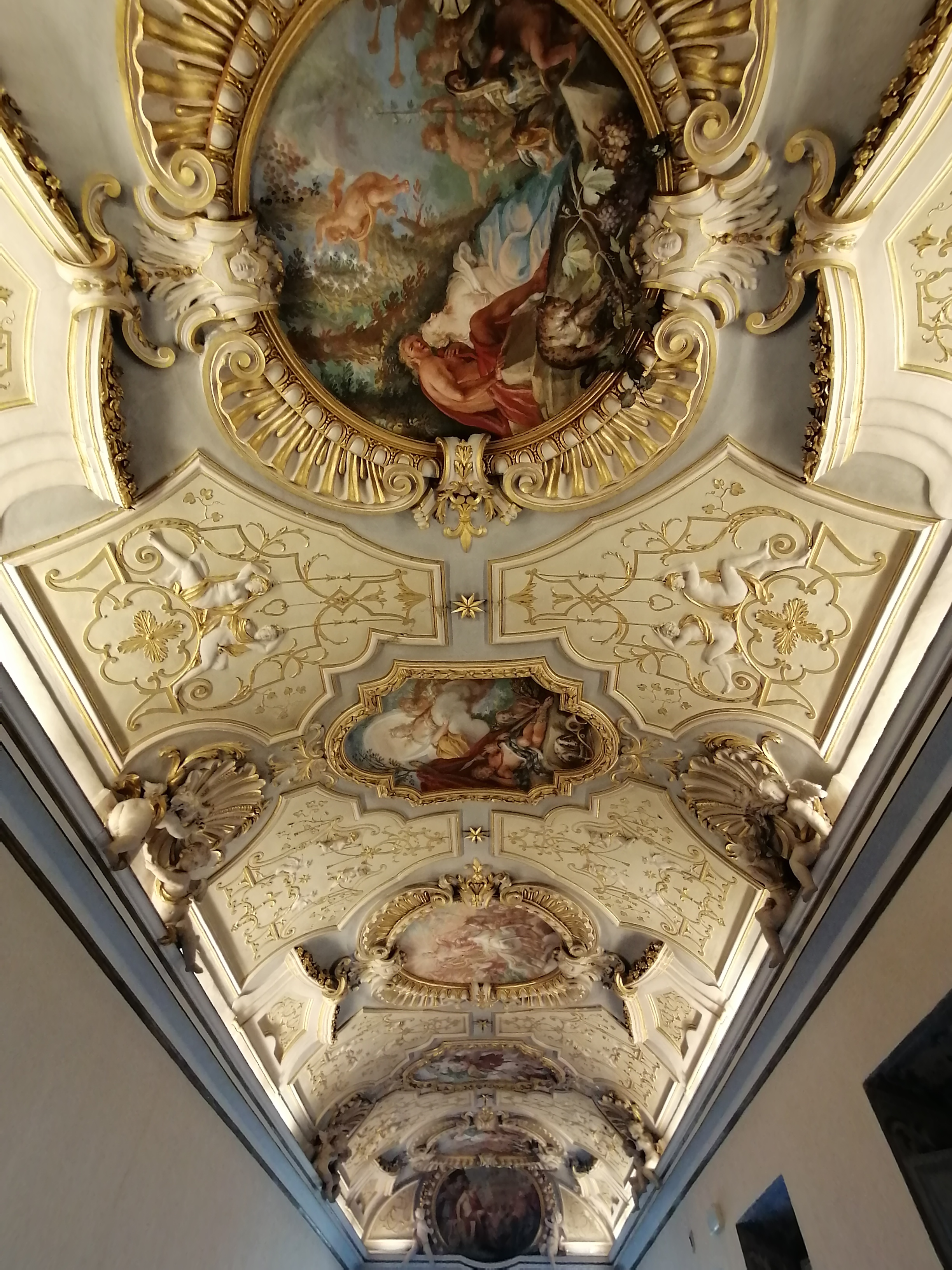
La Galleria del Carro del Sole e dell'Amore, Torreggiani, 1753.

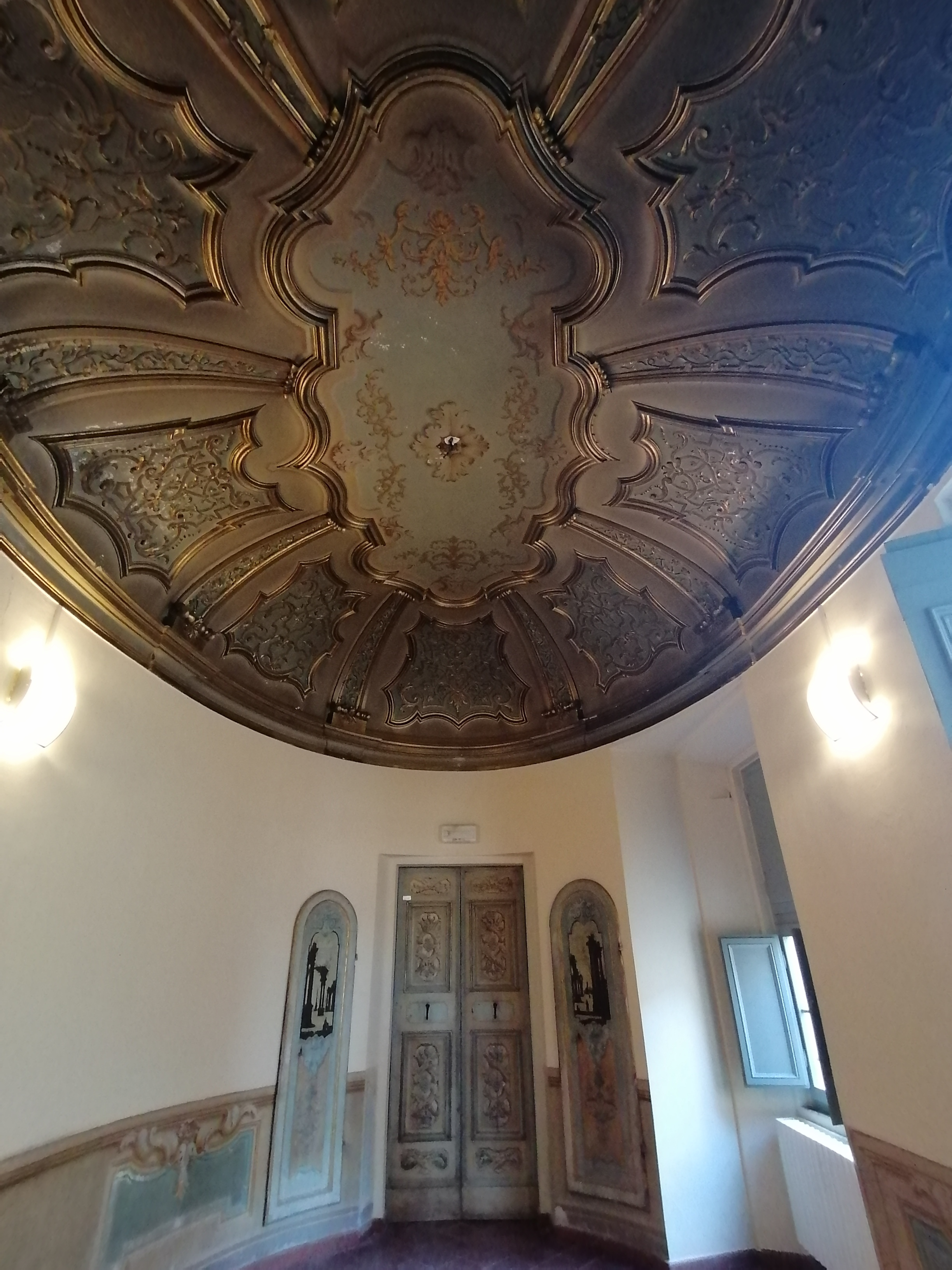
La saletta rococò del primo piano.

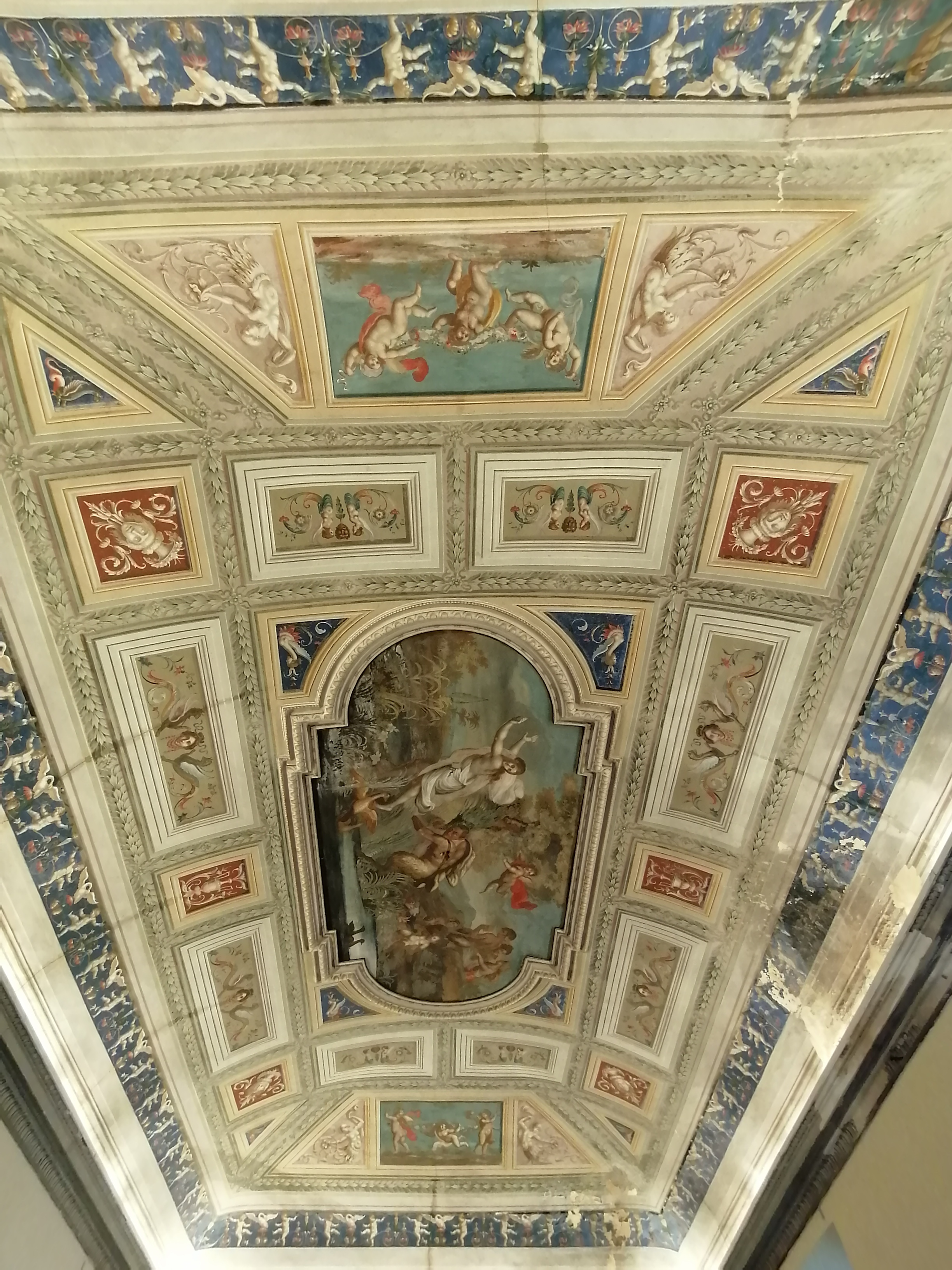
Uno dei soffitti affrescati da Luigi Lanci.

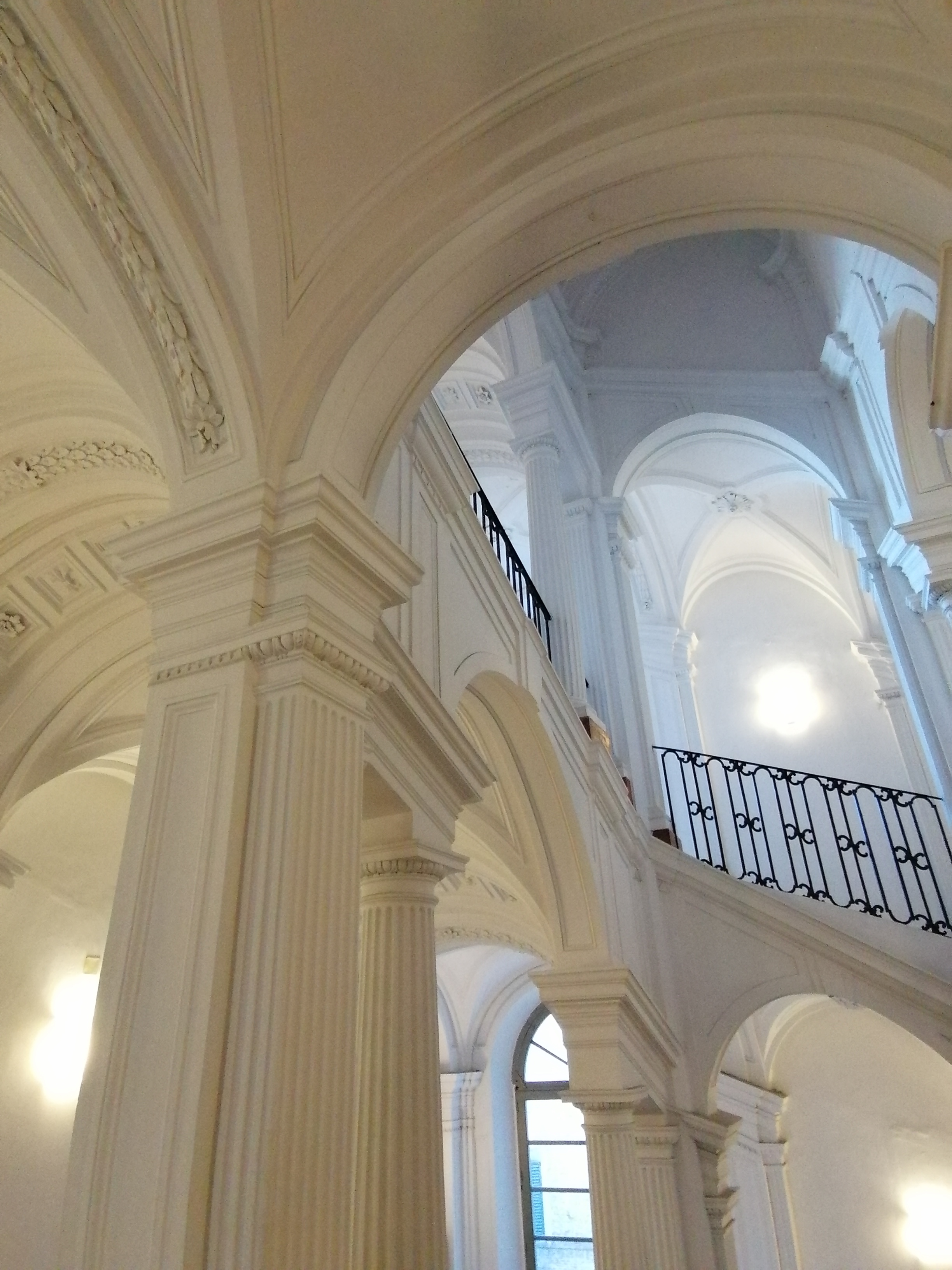
Lo scalone monumentale.

### Origini
Nel 1601, Lorenzo Honorati, aggregato l'anno prima alla cittadinanza jesina, acquista due immobili in questo luogo, in prossimità della Piazza San Floriano, cuore civile e religioso della città.
Nel 1609 gli Honorati acquisirono il titolo nobiliare e pian piano iniziano una politica molto aggressiva di espansione immobiliare. Nel 1648, con il matrimonio fra Giuseppe e la contessa Margherita Nobili, gli Honorati acquisiscono in dote il palazzo Nobili, fra via delle Terme e via Posterma. Nel 1685 Giuseppe acquista una casa attigua a quella di famiglia e ottiene il permesso di poggiare la facciata posteriore direttamente sulle mura civiche. Nel 1702 acquistano l'attiguo palazzo del marchese Silvestri e infine nel 1719 comprano tre unità abitative sul lato estremo di nord-est e un torrione delle mura. Quest'ultimo era collegato a via Posterma da un vicolo cieco trasversale; ebbero il permesso di chiuderlo e aggiungerlo alla proprietà. La superficie accumulata nel corso di questi anni era diventata imponente e la dimora acquisiva ma mano sempre più prestigio di pari passo all'ascesa della famiglia. Ma la loro ambizione venne presto messa in ombra quando i conti Balleani decisero di ricostruire il loro palazzo accorpando i tre edifici primitivi in un unico, fastoso, corpo di fabbrica che si affacciava direttamente sulla piazza e poneva il suo retro su via Posterma, asse principale d'accesso alla residenza degli Honorati. Iniziarono cosi delle liti furiose fra le due famiglie, senza portare a gran cosa.

### Fasi costruttive
Il palazzo odierno venne essenzialmente costruito in tre fasi. Una prima intorno al 1658 che prevedeva l'accorpamento dei vari edifici del primo nucleo, quello del lato sud-occidentale, attorno a un cortile centrale. La seconda fase, tra il 1719 e il 1734, vede il raddoppio dell'edificio verso nord-ovest, attorno alla seconda corte e l'incorporamento delle mura castellane. La terza fase, operata nel 1780-84 dall'architetto Virginio Bracci, si concentra sulla costruzione della lunga facciata neoclassica su via Posterma e l'erezione dello scalone monumentale Tardo barocco.

### Decorazione interna
All'interno del palazzo gli interventi decorativi sono testimoniati dal 1725 quando si incaricò il pittore locale Domenico Luigi Valeri di riprodurre le Scene mitologiche che il Carracci aveva eseguito nel 1597 per Palazzo Farnese. Le tre grandi tele, di grande pregio, oggi perdute, erano state collocate nel salone delle feste. Nel 1730 si mette mano alla decorazione della galleria lunga, con decorazioni pittoriche di rabeschi alla chinese e l'installazione di specchiere nelle pareti contrapposte alle finestre. Nel 1737 viene commissionato al pittore pistoiese Giovanni Domenico Piastrini l'affresco della volta a padiglione del salone delle feste. Il Piastrini vi dipinge la Giovinezza contesa fra Vizi e Virtù, grande opera animata da innumerevoli personaggi e simboli mitologici. Serie di buoni esempi a rimandare al giovane rampollo Anton Maria Honorati, allora quattordicenne. Più tardi, nel 1753, in occasione del matrimonio di quest'ultimo con Marianna di Valvassone si procede a un generale rinnovo dell'apparato decorativo del piano nobile e di quello terreno, dove la coppia andrà a stabilirsi. I lavori iniziarono 3 anni prima e furono affidati al pittore bolognese Giuseppe Torreggiani, che si concentrerà in modo particolare sulla galleria trasversale del primo piano, con fastosa decorazione barocca incentrata sul tema del Carro del Sole e dell'Amore; e della saletta ovale rococò. Anton maria era un esponente molto ambizioso della famiglia, che spenderà enormemente tempo e denaro per la decorazione e mobilio del palazzo. È l'erede di un grandissimo patrimonio, il maggiore della città. Inoltre nel 1777 il fratello Bernardino Honorati, riceverà la nomina di Cardinale presbitero dei Santi Marcellino e Pietro. È l'apogeo del casato. Nel 1780-84 l'architetto romano Virginio Bracci, appoggiato dall'architetto locale Mattia Capponi, esegue la facciata principale in cotto a vista, l'atrio e lo scalone monumentale, posto fra i due cortili. Successivamente gran parte delle sale vennero ridecorate con pitture neoclassiche attribuibili al fabrianese Luigi Lanci.
Nel 1870 Antonio Trionfi-Honorati vende il palazzo al conte Ferdinando Carotti, il cui figlio Francesco lo cederà al Comune di Jesi nel 1930. Da quel momento fino al 2013 sarà la sede della Pretura e poi del tribunale e del giudice di pace di jesi.

## Famiglia Honorati

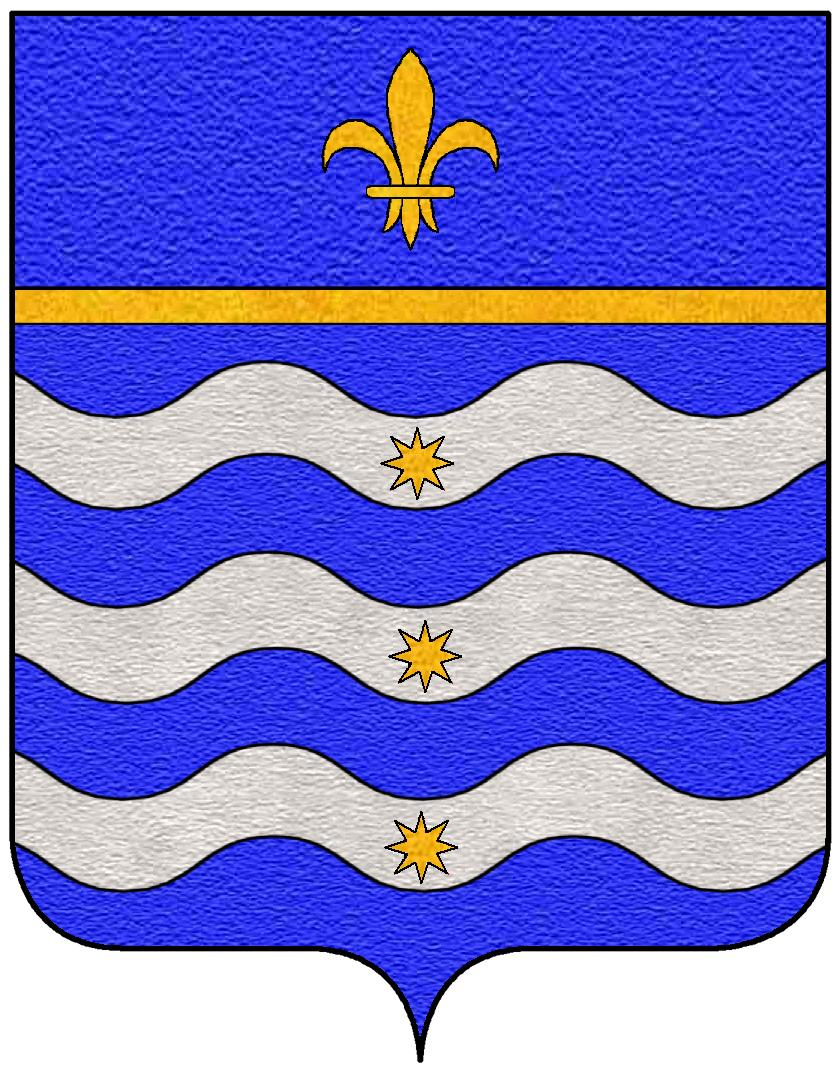
Lo stemma degli Honorati

Di antica origine lombarda, la famiglia si trasferì nel XVI secolo dal Lago Maggiore nei Castelli di Jesi, precisamente a Serra de' Conti. Testimoniata un'agiatezza di vita e costumi, attenti matrimoni le permisero di integrarsi all'oligarchia locale e con Bernardino di Giovanni, di espandere le sue proprietà anche dentro le mura di Jesi. Dal 1591 Lorenzo Honorati (1547-1617) è medico a Jesi, nel 1609 venne aggregato alla nobiltà locale e nel 1613 venne nominato priore. L'ascesa della famiglia non ha arresto per tutto il XVII secolo e quello successivo. Adriano di Lorenzo risulta amministratore delle Marca d'Ancona verso il 1630. Nel 1636 Onorato Honorati viene nominato da papa Urbano VIII primo vescovo della nuova Diocesi di Urbania e Sant'Angelo in Vado. Bernardino (1653-1716) dà il via alla costruzione del palazzo e risulta terzo contribuente di Jesi. Il 31 agosto 1673 Onorato di Adriano viene insignito dal re Michele I di Polonia del titolo ereditario di Marchese dell'Aquila Bianca.
Lorenzo di Giuseppe venne nominato Cavaliere dell'Ordine di Santo Stefano papa e martire nel 1750; Bernardino Honorati venne creato cardinale il 23 giugno 1777 da papa Pio VI e il 28 luglio dello stesso anno ricevette il titolo dei Santi Marcellino e Pietro e fu nominato arcivescovo, titolo personale, di Senigallia. Lì diede la cresima al futuro papa Pio IX, il 9 giugno 1799. Nella seconda metà del '700 Antonio Maria risulta secondo contribuente della città possidente un patrimonio grandioso. È l'apogeo della famiglia.
Con le generazioni successive, gli Honorati perderanno man mano prestigio e potere, fino ad arrivare al marchese Giuseppe Erasmo che non avendo eredi maschi, cederà tutte le proprietà, a condizione di conservare il cognome Honorati, in dote alla figlia Maria Carolina (1802-1840) che nel 1852 sposerà il marchese Luigi Trionfi di Ancona.